# سامسونگ مینی‌کیت
سامسونگ مینی‌کیت یک‌نمونه از گوشی‌های تلفن همراه سری M شرکت سامسونگ می‌باشد  که توسط همین شرکت به بازار عرضه شده‌است.